# Calathea baraquinii
Calathea baraquinii là một loài thực vật có hoa trong họ Marantaceae. Loài này được (Lem.) Regel mô tả khoa học đầu tiên năm 1869.